# Дома 1177 км
Дома 1177 км (рос. Дома 1177 км) — сільський населений пункт без офіційного статусу в Глазовському районі Удмуртії, Росія.

## Населення
Населення — 4 особи (2010; 3 в 2002).
Національний склад станом на 2002 рік:
- удмурти — 100 %